# Marija Dunja Piškur Kosmač
Marija Dunja Piškur-Kosmač, slovenska zdravnica in političarka, * 23. november 1941.
Med 8. decembrom 2000 in 3. decembrom 2004 je bila državna sekretarka Republike Slovenije na Ministrstvu za zdravje Republike Slovenije.

## Vir
1. ↑  Ljubljana, Mestna občina, Mestni svet